# 보은의 구름다리
"보은의 구름다리"는 1963년 공개된 대한민국의 영화이다.

## 배역
- 신영균
- 최은희
- 이예춘
- 한은진